# Aujourd'hui Hong Kong, demain Taïwan
Vous pouvez aider à l'améliorer ou bien discuter des problèmes sur sa page de discussion.
- La traduction doit être revue. Le contenu est difficilement compréhensible à cause d’erreurs de traduction, peut-être dues à l’utilisation d’un logiciel de traduction automatique. (Marqué depuis octobre 2024)

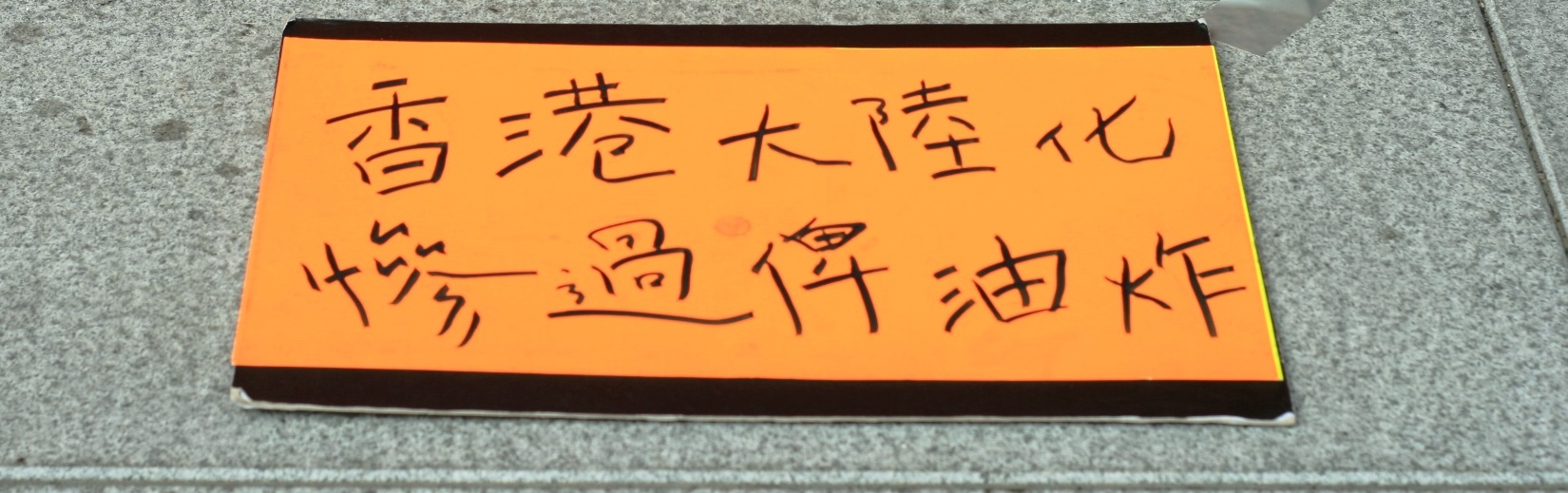
Slogans de manifestants hongkongais protestant contre la Chine.

- Il est orphelin : moins de trois articles lui sont liés. Aidez à ajouter des liens en plaçant le code [[Aujourd'hui Hong Kong, demain Taïwan]] dans les articles relatifs au sujet. (Marqué depuis octobre 2024)

Aujourd'hui Hong Kong, demain Taïwan (chinois traditionnel : 今日香港，明日臺灣, anglais : Today Hong Kong, Tomorrow Taiwan) est l'un des slogans liés au Mouvement Tournesol des Étudiants de Taïwan en avril 2014.
Il exprimait des inquiétudes concernant l'avenir des relations entre Taïwan et la Chine, en établissant des parallèles avec les évolutions observées à Hong Kong après sa rétrocession à la Chine. Le slogan mettait en garde contre les impacts négatifs potentiels de l'Accord commercial sur les services entre les deux rives (CSSTA), y compris le risque que Taïwan devienne plus dépendant économiquement de la Chine, à l'instar de Hong Kong. Le mouvement soulignait des problèmes à Hong Kong tels que la stagnation des salaires, la bulle immobilière, l'aggravation des inégalités de richesse, l'influence du capital chinois sur les politiques de Hong Kong, et les conflits entre la Chine continentale et Hong Kong dans divers secteurs. Finalement, ce slogan est devenu un symbole du destin partagé entre Hong Kong et Taïwan.
Lee Yee (zh), le fondateur de Seventies Monthly Magazine (zh), a réfléchi sur l'évolution de 30 ans de la phrase « Aujourd'hui Hong Kong, demain Taïwan ». Il a comparé les 17 années post-rétrocession de Hong Kong à Taïwan, soulignant que, bien que la démocratie politique de Taïwan semblait peu impressionnante et que son développement économique stagnait par rapport à la Chine continentale et à Hong Kong, la société civile taïwanaise se renforçait progressivement, avec un sens accru de l'autonomie. Cela contrastait avec la régression observée dans la société civile et les institutions gouvernementales de Hong Kong, soumises à la pression du Parti communiste chinois et des intérêts chinois. Le Mouvement des Tournesols a trouvé écho chez de nombreux Hongkongais, qui ont partagé des messages de soutien et de sympathie pour le mouvement via Facebook. Le mouvement a également été largement couvert dans les médias hongkongais, amplifiant encore l'identification des Hongkongais avec la lutte taïwanaise,.
En réponse au Mouvement des Tournesols de 2014, un autre slogan a émergé : « Aujourd'hui Taïwan, demain Hong Kong ». Le président de l'Union des étudiants de l'université chinoise de Hong Kong, Tommy Cheung Sau-yin, a suggéré qu'après l'expérience de Taïwan utilisant la situation de Hong Kong comme avertissement, il était très probable que Hong Kong connaisse son propre mouvement social, potentiellement en suivant le modèle du Mouvement des Tournesols de Taïwan. Il a prédit qu'éventuellement, Hong Kong pourrait utiliser des tactiques de protestation similaires pour préparer l'occupation de Central, avec les manifestations de Taïwan servant de modèle pour Hong Kong. Le Mouvement des Tournesols, déclenché par le CSSTA, a rappelé aux Hongkongais les sentiments négatifs qu'ils entretenaient envers la Chine continentale et l'Accord de rapprochement économique entre la Chine et Hong Kong (CEPA), faisant de Hong Kong un avertissement pour Taïwan,.
Selon Ta Kung Pao, des groupes d'opposition de Hong Kong menaçaient d'adopter les méthodes du Mouvement des Tournesols de Taïwan pour occuper le Conseil législatif de Hong Kong, sous le slogan « Aujourd'hui Taïwan, demain Hong Kong ». Le commentateur Tsang Chi-ho (zh) a décrit métaphoriquement Hong Kong comme une « unité de démonstration » où, après avoir été récupérée par ses propriétaires chinois continentaux, les droits de l'homme, les libertés et l'état de droit ont été remplacés par le slogan « Aimer la Chine socialiste ». Il espérait que Taïwan deviendrait à son tour un modèle pour les Hongkongais dans leur propre lutte, renversant ainsi la narration en « Aujourd'hui Taïwan, demain Hong Kong ».
La même année, Hong Kong a connu l'Incident d'occupation du Conseil législatif en 2014 (zh).
Au Japon, un nouveau slogan a été créé à partir de celui-ci : « Aujourd'hui Hong Kong, demain Taïwan, après-demain Okinawa ».